# Melicertus plebejus
Melicertus plebejus är en kräftdjursart som först beskrevs av Hess 1865.  Melicertus plebejus ingår i släktet Melicertus och familjen Penaeidae. Inga underarter finns listade i Catalogue of Life.